# 프란코 스콜리오
프란체스코 "프란코" 스콜리오(이탈리아어: Francesco "Franco" Scoglio, 1941년 5월 2일 ~ 2005년 10월 3일)는 이탈리아의 전 축구 감독이었다. 선수 경력은 없었으며, 교육학 석사 학위를 보유한 것으로 인해 il Professore(교수라는 의미)라는 별명을 얻기도 했다.
1972년 레지나 칼초의 유스팀 감독으로 데뷔한 이후 이탈리아 각지의 클럽에서 감독 생활을 했으며, ACR 메시나의 감독으로 있을 당시 살바토레 스킬라치를 발굴해 낸 것으로 유명해졌다. 이후 1988년 제노아 CFC의 감독을 맡아 1988-89시즌 팀이 세리에 B에서 우승을 차지하는 데 크게 기여했다.
그 뒤 1998년 튀니지 축구 국가대표팀의 감독을 맡아 팀이 2000년 아프리카 네이션스컵에서 4위에 오르는 데 공헌했으며, 2003년 SSC 나폴리를 마지막으로 감독에서 은퇴한 이후에는 이탈리아의 여러 방송 프로그램에서 해설자를 맡거나 알 자지라의 이탈리아 리그 전문 리포터로 활동했다.
2005년 10월 3일 제노바의 한 지역방송에 출연해 제노아 CFC의 구단주인 엔리코 프레지오시와 격론을 펼치다 고통을 호소했으며, 심장마비로 스튜디오에서 사망했다.